# Geneva Open
Geneva Open är en tennisturnering för herrar som ursprungligen hölls i Genève mellan 1980 och 1991. 
I november 2014 meddelade ATP att Geneva Open återuppstod som en ATP 250 Series-turnering och ersatte tyska Düsseldorf Open inför 2015.

## Resultat

### Singel
| År        | Mästare                                                    | Finalist                                                   | Resultat                                                   |
| --------- | ---------------------------------------------------------- | ---------------------------------------------------------- | ---------------------------------------------------------- |
| 1980      | Balázs Taróczy                                             | Adriano Panatta                                            | 6–3, 6–2                                                   |
| 1981      | Björn Borg                                                 | Tomáš Šmíd                                                 | 6–4, 6–3                                                   |
| 1982      | Mats Wilander                                              | Tomáš Šmíd                                                 | 7–5, 4–6, 6–4                                              |
| 1983      | Mats Wilander                                              | Henrik Sundström                                           | 3–6, 6–1, 6–3                                              |
| 1984      | Aaron Krickstein                                           | Henrik Sundström                                           | 6–7, 6–1, 6–4                                              |
| 1985      | Tomáš Šmíd                                                 | Mats Wilander                                              | 6–4, 6–4                                                   |
| 1986      | Henri Leconte                                              | Thierry Tulasne                                            | 7–5, 6–3                                                   |
| 1987      | Claudio Mezzadri                                           | Tomáš Šmíd                                                 | 6–4, 7–5                                                   |
| 1988      | Marián Vajda                                               | Kent Carlsson                                              | 6–4, 6–4                                                   |
| 1989      | Marc Rosset                                                | Guillermo Pérez Roldán                                     | 6–4, 7–5                                                   |
| 1990      | Horst Skoff                                                | Sergi Bruguera                                             | 7–6, 7–6                                                   |
| 1991      | Thomas Muster                                              | Horst Skoff                                                | 6–2, 6–4                                                   |
| 1992–2014 | Challenger-turnering                                       | Challenger-turnering                                       | Challenger-turnering                                       |
| 2015      | Thomaz Bellucci                                            | João Sousa                                                 | 7–6(7–4), 6–4                                              |
| 2016      | Stan Wawrinka                                              | Marin Čilić                                                | 6–4, 7–6(13–11)                                            |
| 2017      | Stan Wawrinka                                              | Mischa Zverev                                              | 4–6, 6–3, 6–3                                              |
| 2018      | Márton Fucsovics                                           | Peter Gojowczyk                                            | 6–2, 6–2                                                   |
| 2019      | Alexander Zverev                                           | Nicolás Jarry                                              | 6–3, 3–6, 7–6(10–8)                                        |
| 2020      | Turneringen spelades inte på grund av coronaviruspandemin. | Turneringen spelades inte på grund av coronaviruspandemin. | Turneringen spelades inte på grund av coronaviruspandemin. |
| 2021      | Casper Ruud                                                | Denis Shapovalov                                           | 7–6(8–6), 6–4                                              |

### Dubbel
| År        | Mästare                                                    | Finalister                                                 | Resultat                                                   |
| --------- | ---------------------------------------------------------- | ---------------------------------------------------------- | ---------------------------------------------------------- |
| 1980      | Željko Franulović Balázs Taróczy                           | Heinz Günthardt Markus Günthardt                           | 6–4, 4–6, 6–4                                              |
| 1981      | Heinz Günthardt Balázs Taróczy                             | Pavel Složil Tomáš Šmíd                                    | 6–4, 3–6, 6–2                                              |
| 1982      | Pavel Složil Tomáš Šmíd                                    | Carl Limberger Mike Myburg                                 | 6–4, 6–0                                                   |
| 1983      | Stanislav Birner Blaine Willenborg                         | Joakim Nyström Mats Wilander                               | 6–1, 2–6, 6–3                                              |
| 1984      | Michael Mortensen Mats Wilander                            | Libor Pimek Tomáš Šmíd                                     | 6–1, 3–6, 7–5                                              |
| 1985      | Sergio Casal Emilio Sánchez                                | Carlos Kirmayr Cássio Motta                                | 6–4, 4–6, 7–5                                              |
| 1986      | Andreas Maurer Jörgen Windahl                              | Gustavo Luza Gustavo Tiberti                               | 6–4, 3–6, 6–4                                              |
| 1987      | Ricardo Acioly Luiz Mattar                                 | Mansour Bahrami Diego Pérez                                | 3–6, 6–4, 6–2                                              |
| 1988      | Mansour Bahrami Tomáš Šmíd                                 | Gustavo Luza Guillermo Pérez Roldán                        | 6–4, 6–3                                                   |
| 1989      | Andrés Gómez Alberto Mancini                               | Mansour Bahrami Guillermo Pérez Roldán                     | 6–3, 7–5                                                   |
| 1990      | Pablo Albano David Engel                                   | Neil Borwick David Lewis                                   | 6–3, 7–6                                                   |
| 1991      | Sergi Bruguera Marc Rosset                                 | Per Henricsson Ola Jonsson                                 | 3–6, 6–3, 6–2                                              |
| 1992–2014 | Challenger-turnering                                       | Challenger-turnering                                       | Challenger-turnering                                       |
| 2015      | Juan Sebastián Cabal Robert Farah                          | Raven Klaasen Lu Yen-hsun                                  | 7–5, 4–6, [10–7]                                           |
| 2016      | Steve Johnson Sam Querrey                                  | Raven Klaasen Rajeev Ram                                   | 6–4, 6–1                                                   |
| 2017      | Jean-Julien Rojer Horia Tecău                              | Juan Sebastián Cabal Robert Farah                          | 2–6, 7–6(11–9), [10–6]                                     |
| 2018      | Oliver Marach Mate Pavić                                   | Ivan Dodig Rajeev Ram                                      | 3–6, 7–6(7–3), [11–9]                                      |
| 2019      | Oliver Marach Mate Pavić                                   | Matthew Ebden Robert Lindstedt                             | 6–4, 6–4                                                   |
| 2020      | Turneringen spelades inte på grund av coronaviruspandemin. | Turneringen spelades inte på grund av coronaviruspandemin. | Turneringen spelades inte på grund av coronaviruspandemin. |
| 2021      | John Peers Michael Venus                                   | Simone Bolelli Máximo González                             | 6–2, 7–5                                                   |